# 杨穆
杨穆（485年—553年），字绍叔，恒农郡华阴县（今陕西省华阴市）人，出自弘农杨氏越公房，北魏、西魏官员。

## 生平
杨穆以给事中为起家官，很快出任华州别驾、从事史。魏孝武帝末年，杨穆四弟尚书左仆射杨宽请求将自己澄城县伯的爵位让给杨穆，魏孝武帝诏令同意。杨穆升任持节、安西将军、都督并州诸军事、并州刺史。西魏废帝二年岁次大梁月在鹑火辛卯，杨穆因病在华阴的渭河旁去世，虚岁六十九。西魏废帝诏令赠予使持节、骠骑大将军、开府仪同三司、侍中、华州刺史，谥号靖侯。同年十一月庚申朔廿五日甲申（553年12月15日）葬于华阴南原。

## 家庭

### 十三世祖
- 杨震，东汉太尉

### 祖父
- 杨宥，北魏散骑常侍

### 父亲
- 杨钧，北魏荆齐恒雍四州刺史、侍中、司空、临贞恭侯

### 兄弟姐妹
- 杨暄，大哥，秘书郎中、华州别驾、尚书右中兵郎中、谏议大夫，赠抚军将军、殿中尚书、华夏二州刺史
- 杨俭，三弟，顿丘郡太守、黄门郎、侍中、颍北雍东秦赠华夏雍三州刺史、骠骑大将军、仪同三司、夏阳县开国侯
- 杨宽，四弟，通直郎、散骑常侍、洛阳县县令、代理何南尹、黄门郎、太府卿、侍中、吏部尚书、兼领军将军、东雍北华南邠泾河五州刺史、太子太傅、骠骑大将军、开府仪同三司、尚书左仆射、华山郡开国公
- 杨稚，五弟，员外郎，赠吏部郎中

### 儿子
- 杨仲规，第二子，西魏中军将军、银青光禄大夫、都督